# Романов, Ипполит Владимирович
Ипполи́т Влади́мирович Рома́нов (25 января 1864, Тифлис — 1 января 1944, Нью-Йорк, Нью-Йорк) — российский инженер-изобретатель, дворянин, деятельность которого была тесно связана с электрическим транспортом.

## Достижения
В 1899 году в Санкт-Петербурге с участием Романова и по его проектам был построен первый отечественный электрический автомобиль, предназначенный для перевозки двух человек и получивший известность под названием «кукушка». Его масса составляла 750 кг, из которых 370 кг занимал аккумулятор, которого хватало на 60 км пробега при скорости движения 35 вёрст в час (около 39 км/ч). Также была создана машина омнибус, перевозящая 17 человек со скоростью 20 км/ч на расстояние в те же 60 км.
В 1902 году на фабрике «Дукс» уже в Москве был построен электрический 20-местный омнибус, предназначенный для обслуживания гостиниц. Особенностью конструкции ходовой части стали пневматические шины.
Однако развитию электротранспорта в стране требовалась поддержка государства. 19 января 1901 года Романов подал прошение в Санкт-Петербургскую Городскую Думу для открытия 10 маршрутов. Для этого требовалось 80 омнибусов, на общую сумму более 500 000 рублей. Чтобы найти такие огромные деньги, было решено основать акционерное общество, которое было разорено, так как новым видом транспорта явно были недовольны прямые конкуренты — владельцы конки и многочисленные извозопромышленники. С их подачи все старания Романова наладить регулярное движение своих электробусов потерпели неудачу. Видя, что его идеи не находят популярности, Романов переходит к работам в других областях электротехники.
По данным журнала «Автомобилист», к середине 1914 года в стране было уже восемь электрических экипажей: 4 грузовика, 1 трёхколесный фургон и 3 легковых частных автомобиля. Журнал, пытаясь оценить перспективы распространения электромобилей в России, писал:

…Между тем, электромобили могли бы быть очень полезны… Надо только остерегаться одностороннего отношения к электрическим экипажам и применять их только там, где они действительно на своём месте… Не конкуренция, а практика покажет, в какой области передвижения должны быть применяемы бензиновые автомобили, а в какой — электрические…

## Галерея
|  |  |  |